# 2591 Dworetsky
2591 Dworetsky è un asteroide della fascia principale. Scoperto nel 1949, presenta un'orbita caratterizzata da un semiasse maggiore pari a 2,9398224 UA e da un'eccentricità di 0,0366899, inclinata di 1,54881° rispetto all'eclittica.